# Карнапхули
Ка́рнапхули (бенг. কর্ণফুলি Kôrnophuli; Karnafuli) — река на юго-востоке Бангладеш, самая длинная река в области Читтагонг и Читтагонгском горном районе. Длина реки — 180 км.
Река берёт своё начало в Читтагонгском горном районе в индийском штате Мизорам, течёт на юго-запад и впадает в Бенгальский залив. Основные притоки: Халда, Ранкхианг, Чингри, Мьяни, Туичонг.
В 1960-х годах на реке Карнапхули в районе Каптай была построена крупная гидроэлектростанция. В устье реки находится морской порт Читтагонг, самый большой порт Бангладеш. Считается, что река «представляет собой дренажную систему всей юго-западной части Мизорама».

## Порты на реке

### Читтагонг
Читтагонг расположен на берегу реки Карнапхули. Город является примечательным приморским морским портом и центром денежно-кредитной политики в юго-восточной части Бангладеш. Читтагонг и прилегающие к нему районы имеют население более чем 6,5 млн, что делает его вторым по величине городом в Бангладеш. Административный центр одноимённого округа и области страны. Администрация порта Читтагонг установила водоочистную станцию для подачи воды из реки Карнапхули для её использования.

### Тлабунг
Тлабунг расположен на берегу реки Карнапхули в районе Лунглеи штата Мизорам. Карнапхули связывает Мизорам с портом Читтагонг на берегу Бенгальского залива. Британские войска и миссионеры использовали этот маршрут, чтобы добраться до Мизорама в колониальные дни. Обычно требовалось пять дней, чтобы добраться от Читтагонга до Тлабунга на моторной лодке, расстояние около 90 километров, после чего необходимо были пройти ещё 35 километров, чтобы добраться до Лунглеи.

## Транспорт
Правительство заключило контракт на строительство двухполосного туннеля Карнапхули под рекой Карнапхули. Длина туннеля составляет 9,3 километра. Это будет первый подводный туннель в Бангладеш. Строительство будет завершено в 2022 году. Китайская коммуникационно-строительная компании занимается строительством. Общие расходы составят более 1 миллиарда долларов.